# Ferroñes
Ferroñes es una parroquia asturiana, del concejo de Llanera, en España, y un lugar de dicha parroquia.

## Toponimia
Según Xosé Lluis García Arias, en su obra Toponimina asturiana, el origen del topónimo Ferroñes es latino: ferronius. Ferroñes sería uno de los muchos topónimos asturianos terminados en «-es», que sospecha «que han de entenderse como continuadores de un genitivo de la segunda (declinación), analógico en ‘-is’, que aparece en antropónimos de las inscripciones latinas del NO de la Península».

## Geografía física
La parroquia se sitúa en el extremo norte del concejo, limitando con la parroquia corverana de Solís, también limita con las parroquias de Rondiella y Villardeveyo por el este, Bonielles por el sur y Arlós por el oeste, todas ellas dentro del propio concejo. Tiene una extensión de 9,35 km².
El lugar de Ferroñes dista 6 km de Posada de Llanera, la capital del concejo.

## Demografía
La parroquia tenía una población empadronada de 201 habitantes en el año 2014; de los cuales 106 son hombres y 95 son mujeres (INE). 
Según el nomenclátor de 2010, la parroquia comprende las poblaciones de:
- Les Areñes (Areñes)[2] (aldea): 36 habitantes;
- Ferroñes (lugar): 103 habitantes;
- Monteagudo (lugar): 24 habitantes; y
- Noval (lugar): 35 habitantes.

## Minería
El diccionario de Madoz (1845-1850) cita que en la parroquia existían minas de carbón y de cobre, ya abandonadas:

En este térm. existen algunos criaderos de carbon de piedra muy util para la elaboración del gas, y un mineral de cobre de buena calidad. Estos minerales fueron esplotados hace algunos años, y sin duda dejaban poca utilidad á los empresarios cuando los han abandonado.
Tomo VIII p. 81

Schulz en 1844 describe el yacimiento hullero de Minas de Ferroñes como formado por dos capas inclinadas «que acaban de descubrirse y esplorarse». Sitúa las minas a media legua de la carretera de Oviedo a Avilés por un camino carretero propiedad de la empresa, de capital y dirección francesas. Canella en el capítulo dedicado a Llanera de su obra Asturias (1894-1900) da por casi agotado el yacimiento, de las "ricas capas «Trastornada» y «Mayor»".

## Transporte
En el lugar de Ferroñes existe un apeadero de ferrocarril, perteneciente a Adif, en la 
línea Villabona de Asturias-San Juan de Nieva. Realizan paradas los servicios de cercanías de la línea C-3.

## Patrimonio
Dentro de los límites de la parroquia se encuentran diversos bienes que integran el patrimonio cultural del concejo de Llanera, de interés histórico, arqueológico y etnográfico.

### Arquitectónico

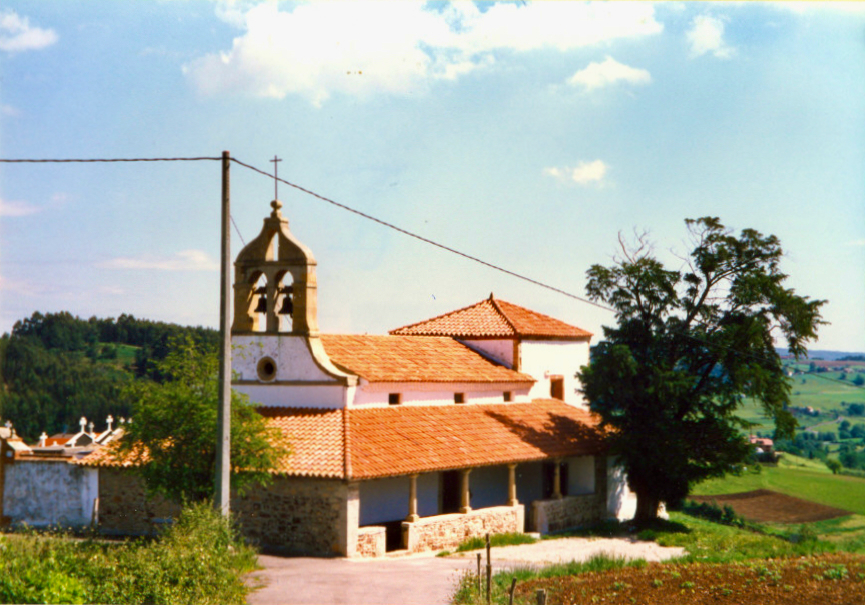
Iglesia parroquial de Santa Eulalia de Ferroñes

Es bien de interés arquitectónico en la parroquia la iglesia parroquial de Santa Eulalia, en el lugar de Ferroñes. Es un templo de una nave, con cabecera plana destacada en altura y algo más estrecha. Tiene pórtico que la rodea por el lado sur y oeste. La puerta principal, en el muro de los pies, es adintelada, con marco de piedra plano y liso que dibuja pequeñas orejas. El pórtico, cerrado con muro hacia el oeste, se abre hacia el sur con columnas de piedra sobre murete de mampostería; a este lateral se abre una puerta desde la nave y otra desde la sacristía, que se adosa a la cabecera. Espadaña de piedra, de tres ojos; óculo de piedra en el imafronte. Alero formado por cuatro hileras de tejas. Se cubre a dos aguas en la nave, a cuatro en la cabecera y a una en el pórtico. La embocadura de los vanos es de sillar bien escuadrado. Interior: nave con cubierta plana y coro de madera a los pies. Arco de triunfo de medio punto apoyado en impostas molduradas. La cabecera se cubre con bóveda de arista de cuatro paños, con clave en forma de roseta, que arranca de imposta moldurada.
El edificio resultó dañado durante la Guerra Civil por un incendio. En 1996 se revistió el presbiterio de madera, fue renovado el suelo, también de madera, y se repuso la cubierta, de teja cerámica.

### Arqueológico
De interés arqueológico es el castro de La Coroña, en Areñes. Reconocido por J. M. González Fernández-Vallés el 7 de agosto de 1954. Es de pequeñas dimensiones, con dos terrazas exteriores a distintas alturas. En su lado septentrional existen restos de una muralla reconstruida.

### Etnográfico
Las construcciones de interés etnográfico son la Casa Manso, casa con corredor, y su panera (de 1887, con tallas y policromía), en Noval, el lavadero de Areñes y la panera de Casa García, en el lugar de Ferroñes, de 1822 y restaurada. 
El lavadero de Areñes consta del lavadero propiamente dicho, fuente y abrevadero, con cubierta a una agua que techa únicamente el primero. Fue restaurado a principios del siglo XX.

## Personas destacadas
Era natural de la parroquia el cardenal Francisco Álvarez Martínez, que fue primado de España, cuyo nacimiento es recordado por una placa en la iglesia parroquial.